# ابن عرس منتن مجزع
ابن عرس المنتن المجزع أو فأر الخيل المجزع (الاسم العلمي: Vormela peregusna)، حيوان لبون من فصيلة ابن عرس. موئله مناطق المراعي والمناطق الشديدة الجفاف في جنوب شرق أوروبا إلى غرب الصين.